# 八年级
八年级（8th Grade）是中等教育的一个年段，相當於中国大陆的“初二”，日本、韓國、香港的中二，台灣的國二。为初中的第二年，又稱為初中二年級。

## 关于
八年级为初中的中年级,升到中学来的学生可以更适应中学后的生活。紧接着九年級（即初三）將面临的升學壓力。

## 学校
在北美，有些学校在八年级开始招生，例如格罗顿学校。也有一部分学校在八年级时停止。有时候在北美，八年级是初中的第一年。
在中国大部分地區，八年级是初中的第二年（採用“五四制”的地區則為第三年）。尽管不需要像九年级一样面临中考，但需要面临地理、生物两门学科的毕业考试，相当于中考的前奏曲，在部分地区又被称作“小中考”。